# Adriano Botelho de Vasconcelos
Adriano Botelho de Vasconcelos (Malanje, 8 de setembro de 1955) é um poeta, escritor e político angolano.

## Obra
Publicou os seguintes livros de poesia:
- Vozes da Terra (1974),
- Vidas de Só Revoltar (1975),
- Células de Ilusão Armada (l983),
- Anamnese(1984),
- Emoções (1988),
- Abismos de Silêncio (1992),
- Tábua (2003),
- Olímias (2005),
- Luanary (2007).

Organizou as seguintes coletâneas:
- Boneca de Pano (2005), coletânea do conto infantil angolano,
- Caçadores de Sonho (2005), coletânea do conto angolano,
- Todos os Sonhos (2005), Antologia da Poesia Moderna Angolana.

Além disso, editou os jornais: Unidade e Luta (1974), Angolê, Artes e Letras(1984), Maioria Falante(RJ).

## Premiações
Venceu o Prémio Sonangol de Literatura - ex-aequo (2003), pela obra Tábua. Foi eleito deputado pelo partido FNLA na eleição de outubro de 2008. É secretário-geral da União dos Escritores Angolanos. Suas obras Olímias e Luanary foram adaptadas para o teatro.